# Svømning under sommer-OL 2020
Svømning under Sommer-OL 2020, der også kaldes Svømning i bassin, fandt sted i Tokyo Aquatics Centre i perioden 25. juli – 2. august 2020.

## Medaljer
*   Værtsnation ( Japan)
| Rank            | NOC                       | Guld | Sølv | Bronze | Total |
| --------------- | ------------------------- | ---- | ---- | ------ | ----- |
| 1               | USA                       | 11   | 10   | 9      | 30    |
| 2               | Australien                | 9    | 3    | 9      | 21    |
| 3               | Storbritannien            | 4    | 3    | 1      | 8     |
| 4               | Kina                      | 3    | 2    | 1      | 6     |
| 5               | Ruslands Olympiske Komité | 2    | 2    | 1      | 5     |
| 6               | Japan*                    | 2    | 1    | 0      | 3     |
| 7               | Canada                    | 1    | 3    | 2      | 6     |
| 8               | Ungarn                    | 1    | 2    | 0      | 3     |
| 9               | Sydafrika                 | 1    | 1    | 0      | 2     |
| 10              | Tyskland                  | 1    | 0    | 2      | 3     |
| 10              | Brasilien                 | 1    | 0    | 2      | 3     |
| 12              | Tunesien                  | 1    | 0    | 0      | 1     |
| 13              | Holland                   | 0    | 3    | 0      | 3     |
| 14              | Italien                   | 0    | 2    | 5      | 7     |
| 15              | Hongkong                  | 0    | 2    | 0      | 2     |
| 16              | Ukraine                   | 0    | 1    | 1      | 2     |
| 17              | Sverige                   | 0    | 1    | 0      | 1     |
| 17              | Frankrig                  | 0    | 1    | 0      | 1     |
| 19              | Schweiz                   | 0    | 0    | 2      | 2     |
| 20              | Danmark                   | 0    | 0    | 1      | 1     |
| 20              | Finland                   | 0    | 0    | 1      | 1     |
| Total (21 NOCs) | Total (21 NOCs)           | 37   | 37   | 37     | 111   |

## Konkurrencer
Konkurrencen består i alt af 35 discipliner (17 for både damer og herrer samt 1 mixed holdmedley). Følgende discipliner bliver gennemført i det 50 meter lange olympiske bassin:
- Fri: 50 m, 100 m, 200 m, 400 m, 800 m og 1500 m (damer og herrer)
- Ryg: 100 m og 200 m (damer og herrer)
- Bryst: 100 m og 200 m (damer og herrer)
- Butterfly: 100 m og 200 m (damer og herrer)
- Individuel Medley: 200 m og 400 m (damer og herrer)
- Holdkap: 4×100 m fri, 4×200 m fri; 4×100 m medley (damer og herrer) samt 4×100 m mixed medley

## Tidsplan
Svømning bliver gennemført i to segmenter. Om formiddagen bliver der svømmet semifinaler og finaler mens de indledende heats svømmes om aftenen.
| H | Heats | ½ | Semifinaler | F | Finaler |

| Dato →                           | Lør 25 | Lør 25 | Søn 26 | Søn 26 | Man 27 | Man 27 | Tir 28 | Tir 28 | Ons 29 | Ons 29 | Tor 30 | Tor 30 | Fre 31 | Fre 31 | Lør 1 | Lør 1 | Søn 2 | Søn 2 |
| Discipliner ↓                    | F      | A      | F      | A      | F      | A      | F      | A      | F      | A      | F      | A      | F      | A      | F     | A     | F     | A     |
| -------------------------------- | ------ | ------ | ------ | ------ | ------ | ------ | ------ | ------ | ------ | ------ | ------ | ------ | ------ | ------ | ----- | ----- | ----- | ----- |
| 50 m fri (herrer)                |        |        |        |        |        |        |        |        |        |        |        |        |        | H      | ½     |       | F     |       |
| 50 m fri (damer)                 |        |        |        |        |        |        |        |        |        |        |        |        |        | H      | ½     |       | F     |       |
| 100 m fri (herrer)               |        |        |        |        |        |        |        | H      | ½      |        | F      |        |        |        |       |       |       |       |
| 100 m fri (damer)                |        |        |        |        |        |        |        |        |        | H      | ½      |        | F      |        |       |       |       |       |
| 200 m fri (herrer)               |        |        |        | H      | ½      |        | F      |        |        |        |        |        |        |        |       |       |       |       |
| 200 m fri (damer)                |        |        |        |        |        | H      | ½      |        | F      |        |        |        |        |        |       |       |       |       |
| 400 m fri (herrer)               |        | H      | F      |        |        |        |        |        |        |        |        |        |        |        |       |       |       |       |
| 400 m fri (damer)                |        |        |        | H      | F      |        |        |        |        |        |        |        |        |        |       |       |       |       |
| 800 m fri (herrer)               |        |        |        |        |        |        |        | H      |        |        | F      |        |        |        |       |       |       |       |
| 800 m fri (damer)                |        |        |        |        |        |        |        |        |        |        |        | H      |        |        | F     |       |       |       |
| 1500 m fri (herrer)              |        |        |        |        |        |        |        |        |        |        |        |        |        | H      |       |       | F     |       |
| 1500 m fri (damer)               |        |        |        |        |        | H      |        |        | F      |        |        |        |        |        |       |       |       |       |
| 100 m ryg (herrer)               |        |        |        | H      | ½      |        | F      |        |        |        |        |        |        |        |       |       |       |       |
| 100 m ryg (damer)                |        |        |        | H      | ½      |        | F      |        |        |        |        |        |        |        |       |       |       |       |
| 200 m ryg (herrer)               |        |        |        |        |        |        |        |        |        | H      | F      |        |        |        |       |       |       |       |
| 200 m ryg (damer)                |        |        |        |        |        |        |        |        |        |        |        | H      | F      |        |       |       |       |       |
| 100 m bryst (herrer)             |        | H      | ½      |        | F      |        |        |        |        |        |        |        |        |        |       |       |       |       |
| 100 m bryst (damer)              |        |        |        | H      | ½      |        | F      |        |        |        |        |        |        |        |       |       |       |       |
| 200 m bryst (herrer)             |        |        |        |        |        |        |        | H      | ½      |        | F      |        |        |        |       |       |       |       |
| 200 m bryst (damer)              |        |        |        |        |        |        |        |        |        | H      | ½      |        | F      |        |       |       |       |       |
| 100 m butterfly (herrer)         |        |        |        |        |        |        |        |        |        |        |        | H      | ½      |        | F     |       |       |       |
| 100 m butterfly (damer)          |        | H      | ½      |        | F      |        |        |        |        |        |        |        |        |        |       |       |       |       |
| 200 m butterfly (herrer)         |        |        |        |        |        | H      | ½      |        | F      |        |        |        |        |        |       |       |       |       |
| 200 m butterfly (damer)          |        |        |        |        |        |        |        | H      | ½      |        | F      |        |        |        |       |       |       |       |
| 200 m individuel medley (herrer) |        |        |        |        |        |        |        |        |        | H      | ½      |        | F      |        |       |       |       |       |
| 200 m individuel medley (damer)  |        |        |        |        |        | H      | ½      |        | F      |        |        |        |        |        |       |       |       |       |
| 400 m individuel medley (herrer) |        | H      | F      |        |        |        |        |        |        |        |        |        |        |        |       |       |       |       |
| 400 m individuel medley (damer)  |        | H      | F      |        |        |        |        |        |        |        |        |        |        |        |       |       |       |       |
| 4x100 m fri (herrer)             |        |        |        | H      | F      |        |        |        |        |        |        |        |        |        |       |       |       |       |
| 4x100 m fri (damer)              |        | H      | F      |        |        |        |        |        |        |        |        |        |        |        |       |       |       |       |
| 4x200 m fri (herrer)             |        |        |        |        |        |        |        | H      | F      |        |        |        |        |        |       |       |       |       |
| 4x200 m fri (damer)              |        |        |        |        |        |        |        |        |        | H      | F      |        |        |        |       |       |       |       |
| 4x100 m medley (herrer)          |        |        |        |        |        |        |        |        |        |        |        |        |        | H      |       |       | F     |       |
| 4x100 m medley (damer)           |        |        |        |        |        |        |        |        |        |        |        |        |        | H      |       |       | F     |       |
| 4x100 m medley (mixed)           |        |        |        |        |        |        |        |        |        |        |        | H      |        |        | F     |       |       |       |
| Dato →                           | Lør 25 | Lør 25 | Søn 26 | Søn 26 | Man 27 | Man 27 | Tir 28 | Tir 28 | Ons 29 | Ons 29 | Tor 30 | Tor 30 | Fre 31 | Fre 31 | Lør 1 | Lør 1 | Søn 2 | Søn 2 |
| Discipliner ↑                    | F      | A      | F      | A      | F      | A      | F      | A      | F      | A      | F      | A      | F      | A      | F     | A     | F     | A     |

## Resultater

### Herrer
^ Svømmere, der kun deltog i indledende heats og modtog medaljer.

### Damer
| Event                   | Guld | Guld      | Sølv | Sølv      | Bronze | Bronze    |
| ----------------------- | --- | --------- | --- | --------- | --- | --------- |
| 50 m fri                | Emma McKeon · Australien | 23.81     | Sarah Sjöström · Sverige | 24.07     | Pernille Blume · Danmark | 24.21     |
| 100 m fri               | Emma McKeon · Australien | 51.96     | Siobhán Haughey · Hongkong | 52.27     | Cate Campbell · Australien | 52.52     |
| 200 m fri               | Ariarne Titmus · Australien | 1:53.50   | Siobhán Haughey · Hongkong | 1:53.92   | Penny Oleksiak · Canada | 1:54.70   |
| 400 m fri               | Ariarne Titmus · Australien | 3:56.69   | Katie Ledecky · USA | 3:57.36   | Li Bingjie · Kina | 4:01.08   |
| 800 m fri               | Katie Ledecky · USA | 8:12.57   | Ariarne Titmus · Australien | 8:13.83   | Simona Quadarella · Italien | 8:18.35   |
| 1500 m fri              | Katie Ledecky · USA | 15:37.34  | Erica Sullivan · USA | 15:41.41  | Sarah Köhler · Tyskland | 15:42.91  |
|                         | |           | |           | |           |
| 100 m ryg               | Kaylee McKeown · Australien | 57.47     | Kylie Masse · Canada | 57.72     | Regan Smith · USA | 58.05     |
| 200 m ryg               | Kaylee McKeown · Australien | 2:04.68   | Kylie Masse · Canada | 2:05.42   | Emily Seebohm · Australien | 2:06.17   |
|                         | |           | |           | |           |
| 100 m bryst             | Lydia Jacoby · USA | 1:04.95   | Tatjana Schoenmaker · Sydafrika | 1:05.22   | Lilly King · USA | 1:05.54   |
| 200 m bryst             | Tatjana Schoenmaker · Sydafrika | 2:18.95   | Lilly King · USA | 2:19.92   | Annie Lazor · USA | 2:20.84   |
|                         | |           | |           | |           |
| 100 m butterfly         | Maggie Mac Neil · Canada | 55.59     | Zhang Yufei · Kina | 55.64     | Emma McKeon · Australien | 55.72     |
| 200 m butterfly         | Zhang Yufei · Kina | 2:03.86   | Regan Smith · USA | 2:05.30   | Hali Flickinger · USA | 2:05.65   |
|                         | |           | |           | |           |
| 200 m individuel medley | Yui Ohashi · Japan | 2:08.52   | Alex Walsh · USA | 2:08.65   | Kate Douglass · USA | 2:09.04   |
| 400 m individuel medley | Yui Ohashi · Japan | 4:32.08   | Emma Weyant · USA | 4:32.76   | Hali Flickinger · USA | 4:34.90   |
|                         | |           | |           | |           |
| 4x100 m fri             | Australien · Bronte Campbell (53.01) · Meg Harris (53.09) · Emma McKeon (51.35) · Cate Campbell (52.24) · Mollie O'Callaghan[b] · Madison Wilson[b]                            | 3:29.69   | Canada · Kayla Sanchez (53.42) · Maggie Mac Neil (53.47) · Rebecca Smith (53.63) · Penny Oleksiak (52.26) · Taylor Ruck[b]                                             | 3:32.78   | USA · Erika Brown (54.02) · Abbey Weitzeil (52.68) · Natalie Hinds (53.15) · Simone Manuel (52.96) · Catie DeLoof[b] · Allison Schmitt[b] · Olivia Smoliga[b]                                   | 3:32.81   |
| 4x200 m fri             | Kina · Yang Junxuan (1:54.37) · Tang Muhan (1:55.00) · Zhang Yufei (1:55.66) · Li Bingjie (1:55.30) · Dong Jie[b] · Zhang Yifan[b]                                             | 7:40.33   | USA · Allison Schmitt (1:56.34) · Paige Madden (1:55.25) · Katie McLaughlin (1:55.38) · Katie Ledecky (1:53.76) · Brooke Forde[b] · Bella Sims[b]                      | 7:40.73   | Australien · Ariarne Titmus (1:54.51) · Emma McKeon (1:55.31) · Madison Wilson (1:55.62) · Leah Neale (1:55.85) · Tamsin Cook[b] · Meg Harris[b] · Mollie O'Callaghan[b] · Brianna Throssell[b] | 7:41.29   |
| 4x100 m medley          | Australien · Kaylee McKeown (58.01) · Chelsea Hodges (1:05.57) · Emma McKeon (55.91) · Cate Campbell (52.11) · Emily Seebohm[b] · Brianna Throssell[b] · Mollie O'Callaghan[b] | 3:51.60   | USA · Regan Smith (58.05) · Lydia Jacoby (1:05.03) · Torri Huske (56.16) · Abbey Weitzeil (52.49) · Rhyan White[b] · Lilly King[b] · Claire Curzan[b] · Erika Brown[b] | 3:51.73   | Canada · Kylie Masse (57.90) · Sydney Pickrem (1:07.17) · Maggie Mac Neil (55.27) · Penny Oleksiak (52.26) · Taylor Ruck[b] · Kayla Sanchez[b]                                                  | 3:52.60   |
|                         | |           | |           | |           |
| 10 kilometer            | Ana Marcela Cunha · Brasilien | 1:59:30.8 | Sharon van Rouwendaal · Holland | 1:59:31.7 | Kareena Lee · Australien | 1:59:32.5 |